# Атикамек (плем'я)
Атикамек — індіанське плем'я. Корінне населення району, розташованого в долині святого Маврикія в Квебеку і званого ними Нітаскінан («Наша земля»). На початку XXI століття їхня чисельність становить близько 4500 осіб. Мова — атикамек, що належить до підгрупи крі алгонкінських мов. Самоназва дослівно означає «сиг», іноді транскрибується як Ahtikamekw, Attikamekw, Attikamek, Attimewk або Atikamek. Французькі колоністи називали їх Têtes-de-Boules, що означає «кулеголові».
Атикамек зберігають у повсякденному вжитку свою мову, але їхній традиційний спосіб життя практично втрачений. Традиційно займалися землеробством, а також рибальством, полюванням і збиранням. Зараз землі племені значною мірою захоплені лісозаготівельними компаніями. Окремі сім'ї заробляють на життя, виготовляючи каное і традиційні кошики з берести.